# Walerij Gromow
Walerij Leonidowicz Gromow (kaz. i ros. Валерий Леонидович Громов; ur. 12 października 1953 w Karagandzie) – kazachstański nauczyciel, działacz sportowy, polityk i przedsiębiorca; w latach 1996–1999 deputowany do Mażylisu Parlamentu Republiki Kazachstanu I kadencji; od 2004 roku wiceprezes „Walut-Tranzit-Banku”.

## Życiorys
Urodził się 12 października 1953 roku w Karagandzie, w Kazachskiej SRR, ZSRR. Jego ojciec, Leonid Wasiljewicz Gromow, był górnikiem, matka – kierowniczką kopalnianej stołówki. Ukończył 8 klas szkoły średniej. Uczył się w technikum kultury fizycznej i w instytucie. Od 1977 roku odbywał służbę w Armii Radzieckiej. Następnie pracował jako nauczyciel w technikum kultury fizycznej, dyrektor dziecięcej szkoły sportowej w rejonie kirowskim, dyrektor technikum kultury fizycznej, naczelnik obwodowego komitetu ds. kultury fizycznej, turystyki i sportu. Od 30 stycznia 1996 do 1999 roku był deputowanym do Mażylisu Parlamentu Republiki Kazachstanu I kadencji.
W lipcu 2004 roku wszczęto przeciwko niemu sprawę karną. 12 października tego samego roku złożył wniosek o dymisję ze stanowiska naczelnika komitetu. 25 października dymisja została przyjęta przez akima. Od 1 listopada pracuje jako wiceprezes „Walut-Tranzit-Banku”.
Walerij Gromow stanowił inspirację i tworzył sześć filmów, m.in. „Gromow” i „Mama. Imia twoje” – o rodzicach.

## Życie prywatne
Walerij Gromow ożenił się w 1976 roku. Jego żona, z domu Bielajewa, była pedagogiem, wykładała teorię i metodykę wychowania fizycznego, była mistrzynią sportu. Rozpoczęła pracę nad dysertacją, ale porzuciła ją, by zająć się założonym przez męża sklepem sportowym. Gromowowie mają trzech synów i wnuki. Syn Andrej Bielajew pracuje w prokuraturze obwodu pawłodarskiego, syn Leonid jest zastępcą naczelnika urzędu spraw wewnętrznych w Astanie, syn Grigorij pracuje w szkole Ministerstwa Spraw Wewnętrznych i ma stopień kapitana.